# Waisenegg
Waisenegg is een plaats en voormalige gemeente in de Oostenrijkse deelstaat Stiermarken. Het is een ortschaft van de gemeente Birkfeld, die deel uitmaakt van het district Weiz.
De gemeente Waisenegg telde in 2014 1065 inwoners. In 2015 ging ze bij een herindeling, samen met Gschaid bei Birkfeld, Haslau bei Birkfeld en Koglhof, op in de marktgemeente Birkfeld.

Albersdorf-Prebuch
· Anger
· Birkfeld
· Fischbach
· Fladnitz an der Teichalm
· Floing
· Gasen
· Gersdorf an der Feistritz
· Gleisdorf
· Gutenberg
· Hofstätten an der Raab
· Ilztal
· Ludersdorf-Wilfersdorf
· Markt Hartmannsdorf
· Miesenbach bei Birkfeld
· Mitterdorf an der Raab
· Mortantsch
· Naas
· Passail
· Pischelsdorf am Kulm
· Puch bei Weiz
· Ratten
· Rettenegg
· Sankt Kathrein am Hauenstein
· Sankt Kathrein am Offenegg
· Sankt Margarethen an der Raab
· Sankt Ruprecht an der Raab
· Sinabelkirchen
· Strallegg
· Thannhausen
· Weiz
- Gemeinsame Normdatei: 10061499-1
- Virtual International Authority File: 149887788